# Gary Pearce (remero)
Gary Malcolm Pearce (27 de febrero de 1944) es un deportista australiano que compitió en remo. Participó en tres Juegos Olímpicos de Verano entre los años 1964 y 1972, obteniendo una medalla de plata en México 1968 en la prueba de ocho con timonel.

## Palmarés internacional
| Juegos Olímpicos | Juegos Olímpicos          | Juegos Olímpicos | Juegos Olímpicos |
| Año              | Lugar                     | Medalla          | Prueba           |
| ---------------- | ------------------------- | ---------------- | ---------------- |
| 1968             | Ciudad de México (México) | Medalla de plata | Ocho con timonel |